# آق‌قوم
آق‌قوم (به قزاقی: Aqqum) یک شهرک در قزاقستان است که در استان آق‌تپه واقع شده‌است. آق‌قوم ۱۷۵ متر بالاتر از سطح دریا واقع شده‌است.